# Абдул Халим Муадзам Шах
Абдул Халим Муадзам Шах, полное имя Аль-Мутасиму Биллахи Мухиббуддин Туанку Алхадж Абдул Халим Муадзам Шах ибни Аль-Мархум Султан Бадлишах (англ. Almu'tasimu Billahi Muhibbuddin Tuanku Alhaj Abdul Halim Mu'adzam Shah Ibni Almarhum Sultan Badlishah; 28 ноября 1927, Амак Букит, Кедах — 11 сентября 2017, Алор-Сетар, Кедах, Малайзия) — султан малайзийского султаната Кедах (13 июля 1958 года — 11 сентября 2017 года). Верховный правитель Малайзии (Янг ди-Пертуан Агонг) в 1970—1975 годах и с 2011 по 2016 годы. Заместитель Верховного правителя Малайзии (Тимбалан Янг ди-Пертуан Агонг) в 1965—1970 и в 2006—2011 годах.

## Биография
Абдул Халим Муадзам Шах родился в 1927 году в Амак Букитe и был вторым сыном своего отца Бадлишаха ибни Аль-Мархумa. В конце 1940-х годов он учился в Оксфорде. B 1949 году умер его старший брат и он стал наследником, а после смерти отца в 1958 году он занял место султана Кедаха.
С 1965 по 1970 годы он был заместителем Верховного правителя Малайзии, а в 1970 году первый раз был избран её Верховным правителем, а по прошествии 5 лет согласно Конституции своей страны он остался лишь султаном штата Кедах. B 2011 году Абдул Халим Муадзам Шах стал одним из старейших действующих глав государств на планете, став повторно Верховным правителем Малайзии, при этом Абдул Халим Муадзам Шах оказался самым пожилым монархом в истории азиатского государства. Перед этим 5 лет он был так же заместителем Верховного правителя своего государства. Формально инаугурирован 26 апреля 2012. Фельдмаршал малайзийской армии, адмирал флота и маршал ВВС. Верховный главнокомандующий армии Малайзии.
В Малайзии Верховного правителя высоко чтят как верховного хранителя народных традиций и исламской религии. Он считается защитником своего народа, а народ, в свою очередь, его опорой.

## Деятельность на посту Верховного правителя
В соответствии с Конституцией своего государства Верховный правитель выполняет лишь церемониальные и представительские функции главы государства, а также является Верховным главнокомандующим вооружённых сил Федерации. 5 мая 2013 года были избраны депутаты парламента Малайзии и ассамблей 12 штатов страны. В результате выборов Национальный фронт вновь получил большинство в парламенте, хотя оппозиция получила большинство голосов избирателей. 6 мая 2013 года Наджиб Разак был спешно приведён Верховным правителем к присяге и вновь стал премьер-министром страны. Лидер оппозиции Анвар Ибрагим призвал к протестам против фальсификаций на выборах. Верховный правитель призвал население соблюдать законность и народ Малайзии не поддержал лидеров оппозиции и прислушался к призывам Верховного правителя.
В декабре 2016 года завершился его второй срок пребывания на посту Верховного правителя Малайзии. Менее чем через год после этого (11 сентября 2017 года) он скончался. В Кедахе его сменил его младший брат Туанку Салехуддин ибни Аль-Мархум Султан Бадлишах.

## Награды
Имеет многочисленные награды, не только малайзийские, но и иностранных государств. В 1970 году он получил японский Орден Хризантемы, в 1972 году стал Рыцарем Большого креста Ордена Бани и Ордена Святого Иоанна. Позже он получил Орден Карлоса III и Большой Крест.

### Сооружения и учреждения
В честь султана Кедаха названы несколько шоссейных трасс, паромный терминал в городе Пенанг, одна из больниц в Кедахе. Его имя носит аэропорт на севере султаната. Также его имя в 2014 году получил новый 24-километровый мост (второй) соединяющий остров Пенанг с материковой Малайзией.

## Личное
Огромный поклонник гольфа, футбола и джазовой музыки. Его любимый исполнитель ― Фрэнк Синатра.

## Факты
- Абдул Халим Муадзам Шах — был одним из самых старейших руководителей глав государств и правительств в современном мире во второй половине своего второго правления.
- Абдул Халим Муадзам Шах с 22 января 2015 года по 13 декабря 2016 года являлся самым пожилым монархом в мире (среди мужчин).
- Абдул Халим Муадзам Шах — единственный малайзийский султан, который дважды был Верховным правителем Малайзии.
- Абдул Халим Муадзам Шах — рекордсмен-политик среди малайзийских Верховных правителей, которые находились в таком преклонном возрасте на посту (во второй раз).
- Абдул Халим Муадзам Шах — также он рекордсмен-политик среди малайзийских Верховных правителей, которые находились в таком юном возрасте на посту (в первый раз).